# تستولئا گبننسیس
تستولئا گبننسیس (نام علمی: Testulea gabonensis) نام یک گونه از رده دولپه‌ای‌ها است.